# サルヴァトーレ・サンペリ
サルヴァトーレ・サンペリ（イタリア語: Salvatore Samperi、1944年7月26日 ‐ 2009年3月4日）は、イタリアのパドヴァ出身の映画監督。

## 略歴
パドヴァ大学へと通い、哲学や文学を専攻していたが1968年に学生運動に参加したことより中退する。この経験より、彼の初期の映画のテーマ、反ブルジョワが培われるようになった。退学した同年より映画を作り始め、最初の映画 Grazie, Zia が第21回カンヌ国際映画祭で上映された。
1973年には映画『青い体験』が第23回ベルリン国際映画祭で上映されたほか、主演のラウラ・アントネッリがナストロ・ダルジェント賞の主演女優賞を受賞した。1974年にはその続編『続・青い体験』を発表している。
2009年3月4日、ローマ郊外にある自宅で死亡した。

## 主な監督作品
- 青い体験 Malizia (1973)
- 続・青い体験 Peccato veniale (1974)
- スキャンダル Scandalo (1976)
- 美しき少年/エルネスト Ernesto (1979)
- 若妻の匂い La bonne (1986)